# Hogwartsove ekipe u metloboju
Svaki od četiri doma u Hogwartsu ima svoju metlobojsku ekipu.Ovdje je popis sadašnjih i bivših igrača.

### Gryffindori

#### Sadašnja ekipa (Harry Potter i Princ miješane krvi)
Lovci:
- Katie Bell (lovac,1991. – 1997.)
- Demelza Robins (lovac,1996.-)
- Ginny Weasley (tragač,dvije utakmice 1995. – 1996.,jedna 1996. – 1997.;lovac 1996.-)

Vratar:
- Ron Weasley (Vratar, 1995. – 1996., 1996. – 1997.)

Goniči:
- Jimmy Peakes (gonič,1996.-)
- Ritchie Coote (gonič,1996.-)

Tragač:
- Harry Potter (tragač,1991. – 1996.;kapetan 1996.)

#### Bivši igrači
- Angelina Johnson (lovac,1990. – 1996.;kapetanica 1995. – 1996)
- Andrew Kirke (gonič,1996.)
- Cormac McLaggen (vratar,jedna utakmica 1997.)
- James Potter (tragač,1972. – 1978.)
- Jack Sloper (gonič,1996.)
- Alicia Spinnet (lovac,1990. – 1996.)
- Oliver Wood (vratar,1990. – 1994.;kapetan,1990. – 1994.)
- Charlie Weasley (tragač,1985. – 1988.;kapetan,?-1988.)
- Fred Weasley (gonič,1990. – 1995.)
- George Weasley (gonič,1990. – 1995.)
- Dean Thomas (lovac, rezerva za Katie Bell i Ginny Weasley,1997.)

### Slytherini

#### Sadašnja ekipa(poznati članovi)
Lovci:
- Urquhart (lovac;kapetan 1996.-)
- Vaisey (lovac)

Goniči:
- Gregory Goyle (gonič,1995.-)
- Vincent Crabbe (gonič,1995.-)

Tragač:
- Draco Malfoy (tragač,1992.-)

Ostali članovi ekipe(neodređeni status):
- Adrian Pucey (lovac,1991.?-1995.?)
- Adrian Bletchley (vratar)

#### Bivši igrači
- Marcus Flint (lovac,1987. – 1994.;kapetan,1991.?-1994.)
- Montague (lovac,?-1996.;kapetan,1995. – 1996.)
- C. Warrington (lovac,1992.?-?)
- Bole (gonič,?-1994.)
- Derrick (gonič,?-1994.)
- Harper (privremeni tragač,1996.)
- Terrence Higgs (tragač,?-1992.)

Tijekom Harry Pottera i Odaje tajni Lucius Malfoy financirao je Nimbuse 2001 za cijelu slytherinsku ekipu i tako ubacio Draca u ekipu.

### Ravenclawi
- Cho Chang (tragač,1991-1997)
- Roger Davies (lovac,kapetan)
- Bradley (lovac)
- Chambers (lovac)

### Hufflepuffi
- Cedric Diggory (tragač,1984. – 1994.;kapetan)
- Zacharias Smith (lovac)
- Summerby(tragač)
- Cadwallader(lovac)

### Komentatori
- Lee Jordan (?-1997.)
- Zacharias Smith
- Luna Lovegood